# Ленкоранчай
Ленкоранчай (Ленкорань, азерб. Lənkərançay, тал. Lankona ru) — река в Азербайджане. Протекает по территории Лерикского и Ленкоранского районов. Длина Ленкоранчая, по разным данным, равна 82 или 81 км. Площадь водосборного бассейна — 1080 км².
Начинается в Талышских горах под названием Билиначай, от истока направляется на северо-восток. Далее от Вистана течёт в юго-восточном направлении по гористой местности, потом — на северо-восток по прикаспийской равнине. Впадает в Каспийское море на территории города Ленкорани на высоте −27,4 м.
Основные притоки — Важаручай (пр.), Лякарчай (пр.), Конджвучай (пр.), Добюрчай (пр.).
Воды Ленкоранчая используется для ирригационных работ и водоснабжения города Ленкорань. В 1974 году на реке введён в эксплуатацию Ленкоранчайский гидроузел. Река испытывает сильную антропогенную нагрузку: её воды загрязняются промышленными предприятиями и сбросами канализации с туристических баз.